# Devon Aoki

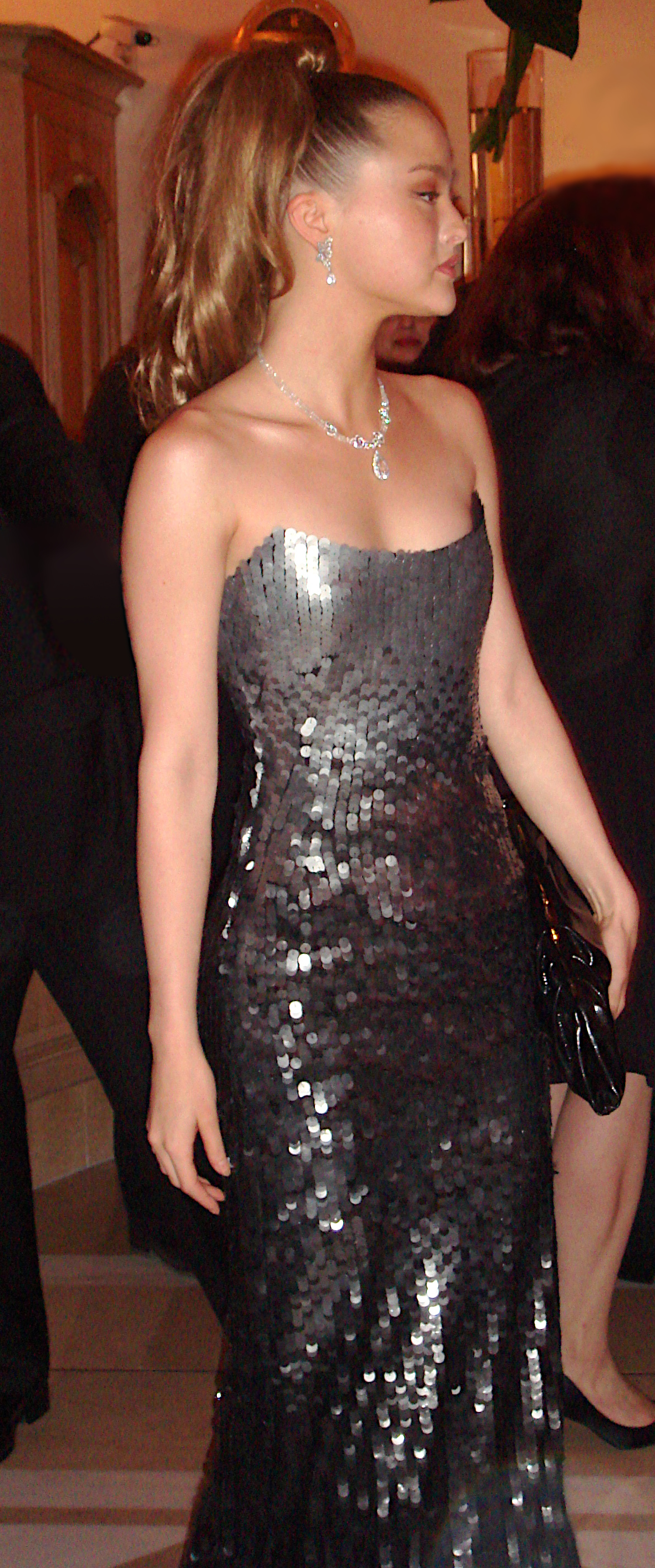
Devon Aoki (2008)

Devon Edwenna Aoki (* 10. August 1982 in New York City) ist eine US-amerikanische Schauspielerin und Model.

## Biografie
Aoki wuchs in Kalifornien auf. Ihr Vater Hiroaki Aoki war gebürtiger Japaner, ihre Mutter ist Schmuckdesignerin mit deutschen und englischen Vorfahren. Der Musikproduzent und Musiklabelgründer Steve Aoki ist ihr Halbbruder.
Im Alter von 13 Jahren begann Aoki zu modeln.

## Filmografie (Auswahl)
- 2003: Death of a Dynasty
- 2003: 2 Fast 2 Furious
- 2004: Spy Girls – D.E.B.S. (D.E.B.S.)
- 2005: Sin City
- 2006: D.O.A. – Dead or Alive (DOA: Dead or Alive)
- 2007: War
- 2008: Mutant Chronicles (The Mutant Chronicles)
- 2009: Rosencrantz and Guildenstern Are Undead